# 珠子草
珠子草（学名：Phyllanthus niruri）为大戟科叶下珠属下的一个种。

## 扩展阅读
- 維基物種上的相關：珠子草